# Graig
Graig är en community i Storbritannien.   Den ligger i kommunen Newport och riksdelen Wales, i den södra delen av landet, 200 km väster om huvudstaden London.
Dess två största samhällen är Bassaleg och Rhiwderin.